# Jan Mensdorff-Pouilly
Jan Mensdorff-Pouilly, také Johannes Mensdorff-Pouilly (celým jménem německy Johannes Sarkander Eduard Maria Karl Graf von Mensdorff-Pouilly; 4. ledna 1933 Brno – 7. března 2020 Punta del Este) byl příslušník moravského šlechtického rodu lotrinského původu Mensdorff-Pouilly. V roce 1948 emigroval a žil v několika zemích. Spolu se sourozenci restituoval zámek a hrad Boskovice a další statky znárodněné rodině po Únoru 1948.

## Život

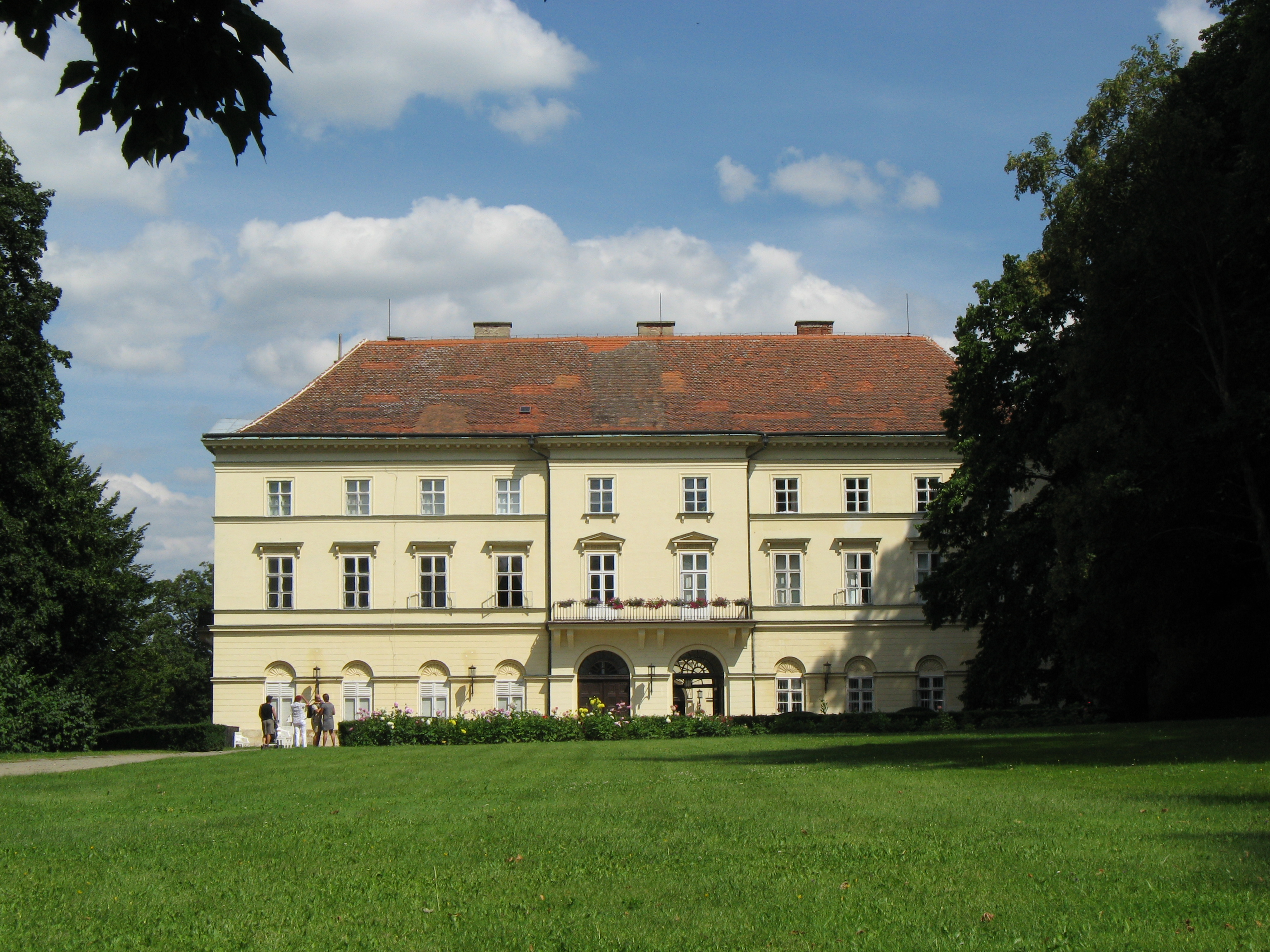
Zámek Boskovice

Narodil se jako pátý a nejmladší syn Alfonse Karla Mensdorff-Pouilly (1891–1973), signatáře Národnostního prohlášení české šlechty v září 1939, a jeho manželky Marie, rozené Strachwitzové (1901–1971). Rodina byla přes své předky spřízněna s několika evropskými vládnoucími rody. Doma mluvili německy a česky, po roce 1939 jen česky. Jan měl sedm sourozenců, z nichž tři (Emanuel, Marie a Ida Žofie) od malička trpěli nevyléčitelnou nemocí.
Na gymnázium chodil v Boskovicích a v Praze.
Rodina se po komunistickém puči pokusila ilegálně emigrovat přes Dunaj do Rakouska v několika vlnách. První utekl v březnu 1948 Bedřich (a s ním Henrietta Mladotová), v druhé vlně s pomocí tajné studentské organizace Albert a patnáctiletý Jan. Hugo byl ve třetí vlně zadržen s rodiči v Bratislavě a jako jediný z bratrů po celou dobu totality zůstal v Československu. Otec byl zatčen a internován. Po propuštění z pracovního tábora se vrátil do Boskovic, kde pak pracoval jako dělník a skladník.
Jan se v bezpečí dostal do Vídně, kde zůstal nějakou doby se svými bratry. Potom bez nich odjel ke strýci Eduardovi Mensdorff-Pouilly (1900–1966) do města Laa an der Thaya poblíž československých hranic v sovětské okupační zóně. Později pokračoval do Salzburgu do americké zóny a nakonec do Feldkirchu do francouzské zóny, kde se opět setkal s bratry Bedřichem a Albertem. Než bratři získali potřebné dokumenty, pokračoval Jan ve studiu na střední škole. Přestěhoval se do Lausanne a tamní školu navštěvoval s dětmi podnikatele Jelínka z Vizovic, který také studium financoval. Po půlroce se bratři odstěhovali do Francie, kde Jan bydlel na venkově u tety. Rok chodil do jezuitského gymnázia v Poitiers.
S pomocí bývalého československého vyslance v Montevideu Mirka Rašína všichni tři bratři na přelomu let 1950/1951 získali víza do Uruguaye. Vyplul z Le Havru. V nové vlasti si sourozenci rychle našli práci. Jan odmítl dále studovat a živil se přibližně jeden rok jako úředník. Poté se přestěhoval z Montevidea a pracoval v Paysandu v chemické laboratoři italské koželužny, po dalším roce začal působit jako expert a tlumočník z němčiny v cukrovaru, který stavěl novou budovu. V každé další práci vydržel kolem jednoho roku. Teprve od roku 1963 začal dlouhodobě pracovat pro jihoamerickou společnost, u které byl zodpovědný za vývoz rybího oleje z Peru do Evropy a následně za vývoz bavlny, kávy a zemědělských komodit z Brazílie. Potom ho firma vyslala do Stuttgartu v Německu a nakonec do Nizozemska. U firmy vydržel 30 let. V roce 1971 se po návratu do Evropy setkal s rodiči.
V rámci restitucí po roce 1989 dostal společně se sourozenci zpět boskovický zámek a další rodinné majetky (4500 hektarů lesa a 450 hektarů zemědělskék půdy). Majetek byl rozdělen na pět stejných dílů, které zůstaly nedělitelným celkem. Vždy z každé větve má jedna osoba rozhodující hlas. Jan pak začal majetek v Boskovicích spravovat. Manželka zůstala v Nizozemsku, jedna dcera studovala ve Washingtonu[nepřesný odkaz], druhá v Leidenu, třetí ve Vídni. Po nějaké době předal správu bratru Hugovi.
Za svůj domov považoval Uruguay, kde byl jako imigrant mile přijat a našel si tam přátele.

## Rodina
V Montevideu se 30. července 1971 oženil s lékařkou Sylviou Marií Chiarino (* 2. 8. 1946 Montevideo), dcerou Danteho Chiarina a Silvie Tabacco-Maggi. Po studiu na vysoké škole má titul MUDr. a PhD. Seznámili se v kině v Montevideu tři měsíce před svatbou. Narodily se jim tři dcery:
- 1. Silvia Maria (* 9. 5. 1972 Stuttgart)
  - ⚭ (25. 8. 2001 Den Haag) Hieronymus Willem Johannes Schiperijn (* 16. 1. 1971 Leiden)
- 2. Natalia Maria (* 12. 3. 1974 Stuttgart)
  - ⚭ (28. 6. 2003 Boskovice) Karlos van Endert Aparicio (* 19. 6. 1969 Meerbusch)
- 3. Federica Maria (* 13. 2. 1976 Stuttgart)